# Witold Kolankowski
Witold Kolankowski (ur. 25 września 1885, zm. 1948) – polski inżynier elektryk, urzędnik konsularny.

## Życiorys
Skończył wyższą uczelnię techniczną. W 1921 był pracownikiem cywilnym Oddziału II NDWP a następnie w tymże roku wstąpił do polskiej służby zagranicznej, pełniąc funkcje urzędnika w konsulacie w Antwerpii (1921), w Ministerstwie Spraw Zagranicznych, wicekonsulacie w Pile (1922–1925), wicekonsula i kier. konsulatu w Szczecinie (1925–1927), pracownika poselstwa w Moskwie (1927), konsula i kier. konsulatu gen. w Mińsku (1927–1928), prac. konsulatu w Leningradzie (1928), prac. Komisji Mieszanej do spraw Repatriacji Polaków z ZSRR, konsula w Rydze (1929–1932), konsula gen. w Mediolanie (1932–1936), nacz. Wydz. w MSZ (1936–1938), konsula gen. w Amsterdamie (1938–1940).
Pełniąc funkcję kierownika konsulatu w Szczecinie, jednocześnie był rezydentem polskiego wywiadu.

## Ordery i odznaczenia
- Krzyż Kawalerski Orderu Odrodzenia Polski (10 listopada 1933)[1]
- Złoty Krzyż Zasługi (9 listopada 1931)[2]
- Medal Dziesięciolecia Odzyskanej Niepodległości[3]
- Brązowy Medal za Długoletnią Służbę[4]
- Krzyż Komandorski Orderu Trzech Gwiazd (Łotwa, 1933)[5]